# محمد السوارتي الإدريسي
محمد السوارتي الإدريسي (مواليد 1950 في مراكش) هو شاعر زجال وكاتب مغربي، معروف بإسهاماته في الشعر الغنائي الشعبي والأصيل. نشأ وترعرع في مدينة الدار البيضاء، حيث بدأ مسيرته الأدبية والفنية وأصبح شخصية فاعلة في المشهد الثقافي والجمعوي.

## الحياة والمسيرة
وُلد محمد السوارتي الإدريسي في مدينة مراكش عام 1950. انتقل في فترة مبكرة من حياته إلى الدار البيضاء حيث قضى معظم شبابه وتلقى تعليمه. يُعرف عنه اهتمامه العميق بالفنون الشعبية ودوره في دعم المواهب المحلية، مما تجلى في تأسيسه عام 1977 لـ "مجموعة نجوم الساحل للمسرح والفنون الشعبية" والتي تولى رئاستها.
بالإضافة إلى نشاطه الفني، يُعد السوارتي ناشطًا جمعويًا بارزًا في دور الشباب، حيث ساهم في نشر الوعي الثقافي وتشجيع المواهب الناشئة في مجال الأدب والفنون.

## أعماله الأدبية
تتنوع كتابات محمد السوارتي الإدريسي بين الشعر الغنائي الشعبي والأصيل، وقد أثرى المكتبة المغربية بعدة دواوين شعرية وزجلية . تتميز أعماله بتناول قضايا المجتمع والتعبير عنها بلغة قريبة من وجدان الجمهور، مع قدرته على الجمع بين الشعر الفصيح والزجل الشعبي.
من أبرز مؤلفاته:
- "جرح في الذاكرة" (ديوان شعري)
- "الكلام المباح" (ديوان شعري)[2]
- "عندما تجف الأقلام" (ديوان شعري)
- "فين أيامك يا بن النعمان" (ديوان زجلي)[3][4]
- "السر المكنون في الكلام الموزون" (ديوان زجلي)

تتوفر أعماله في فهارس بعض المكتبات المغربية، مما يؤكد على حضوره في الساحة الأدبية.

### من قصائده المنشورة على الإنترنت
بالإضافة إلى دواوينه المطبوعة، نشر الشاعر محمد السوارتي الإدريسي عدداً من قصائده الزجلية والفصحى على منصات ومواقع إلكترونية مختلفة.
- "فلسطين" [5]
- "الحب مهج الشغف" [6]
- "لا توصدي الباب" [7]
- "الأب" [8]
- "ومضة استشعار" [9]
- "رمضان شعر الغفران " [10]
- "هي الحياة مسافات" [11]
- "عشق الحرف والقلم" [12]
- "بني ٱدم التائه" [13]
- "الحب مهج الشغف" [6]

## المشاركات الثقافية
حظي السوارتي محمد الإدريسي بحضور على الصعيد العربي، حيث نشر بعض كتاباته الأدبية في "مجلة التربية الإسلامية العراقية". كما كانت له مشاركة بارزة في "منتدى الأدباء بالعراق" عام 1979، مما يعكس انفتاحه على التجارب الأدبية العربية الأخرى وتواصله مع المشهد الثقافي خارج المغرب.